# Хосе Луїс Пералес
Хосе Луїс Пералес (ісп. José Luis Perales Morillas, нар. 18 січня 1945, Кастехон, Іспанія) — іспанський співак, композитор. Він записав 27 альбомів, а загальні продажі платівок перевершили 30 мільйонів копій по всьому світу. Його композиції виконували такі співаки, як Рафаель, Даніела Ромо, Ізабель Пантоха, Хуліо Іглесіас, Палома Сан Базиліо, Марк Ентоні, та інші.

## Дискографія
- 1973 — Mis Canciones
- 1974 — El Pregón
- 1975 — Para Vosotros Canto
- 1976 — Por Si Quieres Conocerme
- 1978 — Como La Lluvia Fresca
- 1978 — Soledades
- 1979 — Tiempo De Otoño
- 1981 — Nido De Águilas
- 1982 — Entre El Agua Y El Fuego
- 1984 — Amaneciendo En Ti
- 1986 — Con El Paso Del Tiempo

- 1987 — Sueño De Libertad
- 1990 — A Mis Amigos
- 1991 — América
- 1993 — Gente Maravillosa
- 1996 — En Clave De Amor
- 1998 — Quédate Conmigo
- 2000 — Me Han Contado Que Existe Un Paraíso
- 2006 — Navegando Por Ti
- 2012 — Calle Soledad